# یکلی (شهر)
 یکلی  شهری باستانی در پایهٔ (تپهٔ حمرا)، از توابع استان ذَمار در کشور یمن در شبه جزیره عربستان.
این شهر در ناحیهٔ (أعلا مخلاف الکمیم) واقع شده‌است. جمعیتش در حدود ۵۵۸۸ نفر می‌باشد. در سال ۱۳۴۸ هجری قمری باستان شناسان در هنگام حفریات تمثال شاه ذمار وپسرش در خاک یافتند. این مجسمه‌ها از طلای خالص ساخته شده‌است.